# Geryichthys sterbai
Geryichthys
Genre
Espèce
Statut de conservation UICN

 LC  : Préoccupation mineure
Geryichthys sterbai, unique représentant du genre Geryichthys, est une espèce de poissons d'eau douce téléostéens de la famille des Crenuchidae (ordre des Characiformes).

## Répartition
Geryichthys sterbai est endémique du Pérou où il se rencontre dans le bassin de l'Amazone dans les environs d'Iquitos et dans le río Ucayali.

## Description
Geryichthys sterbai peut mesurer jusqu'à 30 mm, queue non comprise.

## Classification
Le nom valide complet (avec auteur) de ce taxon est Geryichthys sterbai Zarske, 1997.
Geryichthys sterbai a pour synonyme :
- Characidium sterbai (Zarske, 1997)

## Étymologie
Le nom générique, Geryichthys, est dédié à l'ichtyologiste français Jacques Géry (1917-2007).
L'épithète spécifique, sterbai, a été donnée en l'honneur du zoologiste et ichtyologiste allemand Günther Sterba (d) (1922-2021)

## Publication originale
- (de) Axel Zarske, « Geryichthys sterbai gen. et spec. nov. and Microcharacidium geryi spec. nov.: Beschreibung einer neuen Gattung und zweier neuer Arten von Bodensalmlern aus dem Einzugsgebiet des Rio Ucayali in Peru (Teleostei: Ostariophysi: Characiformes: Characidiidae) », Abhandlungen und Berichte des Staatlichen Museums für Völkerkunde, Dresden, Dresde, vol. 49, no 2,‎ 1997, p. 157-172.